# شون سوتون
شون سوتون (بالإنجليزية: Sean Sutton)‏ هو مدرب كرة سلة أمريكي، ولد في 4 أكتوبر 1968 في توين فولز في الولايات المتحدة.

## روابط خارجية
- شون سوتون على موقع كلية كرة السلة في سبورتس رفرنس.كوم (الإنجليزية)
- شون سوتون على موقع كلية كرة السلة في سبورتس رفرنس.كوم (الإنجليزية)